# Adam LeBor
Adam LeBor (geboren 1961 in London) ist ein britischer Journalist und Romanautor.

## Leben
Adam LeBor arbeitet seit 1991 als Auslandskorrespondent und schreibt für The Economist, Monocle, Newsweek, New York Times und The Daily Beast. Er rezensiert Neuerscheinungen in The Economist, der New York Times und im Literary Review. Er lebt seit den 1990er Jahren in Budapest.
LeBor veröffentlichte mehrere Sachbücher und Kriminalromane.

## Werke (Auswahl)
- Hitler's secret bankers : how Switzerland profited from Nazi genocide. Secaucus, NJ: Carol Publ. Group, 1997
- A heart turned east. Sachbuch. London: Little, Brown, 1997
- mit Roger Boyes: Surviving Hitler: corruption and compromise in the Third Reich. London : Scribner, 2000
- Milošević. A biography. London : Bloomsbury, 2002, ISBN 0-7475-6090-0
- „Complicity with evil“: the United Nations in the age of modern genocide. New Haven, Conn.: Yale University Press, 2006
- City of Oranges : an intimate history of Jews and Arabs in Jaffa London : Bloomsbury, 2005[1]
- mit Roger Boyes: Seduced by Hitler. Naperville, Ill.: Sourcebooks, 2007
- The Geneva option. Roman. New York: Bourbon Street Books, 2013
- The budapest protocol : a novel. Bourbon Street Books, 2014
- Tower of Basel: the shadowy history of the secret bank that runs the world. New York : Public Affairs, 2014
  - Der Turm zu Basel. Übersetzung Peter Stäuber. Zürich : Rotpunktverlag, 2014
- The Washington stratagem. Roman. London: Head of Zeus, 2015.
- The Reykjavik assignment. Roman. Rearsby, Leicester: WF Howes Ltd, 2017
- The Istanbul Exchange. Kriminalroman. London: Head of Zeus, 2017
- Kossuth Square. Kriminalroman. London: Head of Zeus, 2019
- District VIII. Kriminalroman, Polar Verlag, Stuttgart 2023
- Zwischen den Korridoren. Kriminalroman, Polar Verlag, Stuttgart 2024